# Daleiden
Daleiden este o comună din landul Renania-Palatinat, Germania.
În imagine este o vedere interioară a monumentului comemorativ din cimitirul de onoare Daleiden în care odihnesc peste 3000 de soldați germani căzuți în al Doilea Război Mondial. Este cel mai mare cimitir de acest fel din landul Renania-Palatinat. Fiind situat pe un deal, din cimitir se poate vedea întregul sat.
1. ↑  Alle politisch selbständigen Gemeinden mit ausgewählten Merkmalen am 31.12.2018 (4. Quartal) (în germană), Statistisches Bundesamt[*], arhivat din original la 10 martie 2019, accesat în 10 martie 2019